# SteamOS
SteamOS è un sistema operativo sviluppato dalla Valve Corporation basato sul kernel Linux, inizialmente basato sulla distribuzione Debian 8 "Jessie", attualmente basato su Arch Linux. Nativamente preinstallato sulle Steam Machine, SteamOS è un sistema operativo open source, eccezione fatta per alcune parti closed-source come il client di Steam e l'interfaccia grafica, compresa la nota interfaccia Big Picture dello stesso client. Il sistema operativo è stato inizialmente pubblicato in fase beta il 13 dicembre 2013. SteamOS si concentra sui videogiochi per PC, ma permette di accedere anche ad altre funzioni, come la navigazione internet e la riproduzione audio e video.
Dalla versione 3 di SteamOS utilizzata su Steam Deck, il sistema è basato sulla distribuzione GNU/Linux Arch Linux con interfaccia KDE.

## Caratteristiche
SteamOS è caratterizzato da un ambiente desktop completamente sviluppato da Valve Corporation. Quest'ultimo permette un approccio "pratico-visivo", che non richiede necessariamente di periferiche (Mouse o/e Tastiera).
Anche se il sistema operativo non ha attualmente il supporto ai servizi streaming più diffusi, Valve è già in trattative con altre aziende come Spotify e Netflix per riuscire a portare i loro servizi su SteamOS.
SteamOS supporta nativamente i processori grafici di NVIDIA, Intel e AMD.
I requisiti minimi per usare SteamOS sono:
- Processore: Intel o AMD 64-bit
- Ram: 4 GB o superiore
- HDD: 200 GB o superiore (SteamOS occuperà solo 20 GB, però l'altro spazio verrà usato per l'installazione dei videogiochi)
- Scheda video: NVIDIA, Intel o AMD graphics card